# Daneja Grandovec
Daneja Grandovec, född 2 juli 1984 i Maribor, är en slovensk maratonlöpare.
Grandovec tävlade för Slovenien vid olympiska sommarspelen 2016 i Rio de Janeiro, där hon inte lyckades fullfölja maratonloppet.

## Personliga rekord
| Utomhus - 1 500 meter – 4.50,39 (Velenje, 7 juni 2003) - 2 000 meter – 6.57,45 (Maribor, 3 juli 2004) - 3 000 meter – 10.00,92 (Velenje, 26 juni 2008) - 5 000 meter – 16.56,96 (Ljubljana, 4 juni 2005) - 10 000 meter – 36.41,47 (Domžale, 5 april 2008) - 10 km landsväg – 34.56 (Slovenj Gradec, 17 oktober 2010) - Halvmaraton – 1:16.19 (Ljubljana, 26 oktober 2008) - Maraton – 2:40.23 (Valencia, 15 november 2015) - 2 000 meter hinder – 6.52,43 (Maribor, 5 juli 2003) - 3 000 meter hinder – 10.03,33 (Gävle, 18 juni 2005) | Inomhus - 1 500 meter – 4.47,08 (Wien, 23 februari 2003) - 3 000 meter – 10.10,54 (Wien, 9 mars 2003) |